# Mount Pleasant (Carolina do Sul)
Mount Pleasant é uma vila localizada no estado norte-americano da Carolina do Sul, no Condado de Charleston.

## Geografia
De acordo com o United States Census Bureau, a vila tem uma área de 136,3 km², dos quais 116,8 km² estão cobertos por terra e 19,5 km² por água.

### Localidades na vizinhança
O diagrama seguinte representa as localidades num raio de 20 km ao redor de Mount Pleasant.

## Demografia
Segundo o censo nacional de 2010, a sua população é de 67 843 habitantes e sua densidade populacional é de 581 hab/km². É a quarta localidade mais populosa da Carolina do Sul. A vila possui 30 674 residências, que resulta em uma densidade de 262,72 residências/km².

## Marcos históricos
A relação a seguir lista as entradas do Registro Nacional de Lugares Históricos em Mount Pleasant. Os primeiros marcos foram designados em 15 de outubro de 1970 e o mais recente em 30 de maio de 2002. Aqueles marcados com ‡ também são um Marco Histórico Nacional.
- Auld Mound
- Boone Hall Plantation House and Historic Landscape
- Buzzard's Island Site
- Christ Church
- Mount Pleasant Historic District
- Oakland Plantation House
- Old Courthouse
- Paul Pritchard Shipyard
- Remley Point Cemetery
- Slave Street, Smokehouse, and Allee, Boone Hall Plantation
- Snee Farm-Charles Pinckney National Historic Site‡
- USS LAFFEY‡
- USS YORKTOWN (CV-10)‡